# 悉尼杜莎夫人蜡像馆
悉尼杜莎夫人蜡像馆（英語：Madame Tussauds Sydney）是位于澳大利亚悉尼达令港的一个蜡像馆，属于默林娱乐集团杜莎夫人蜡像馆旗下的分馆。

## 历史
悉尼杜莎夫人蜡像馆2012年4月开馆，是全球第十三座杜莎夫人蜡像馆，也是大洋洲的第一座蜡像馆。